# Karl von Appiano
Karl Ritter von Appiano, avstrijski general, * 1810, † 23. april 1877.

## Življenjepis
Med avstrijsko-prusko vojno je bil poveljnik Brigade Appiano, ki je bila v sestavi 3. korpusa.
Upokojil se je 1. novembra 1868.

## Pregled vojaške kariere
Napredovanja
- generalmajor: 9. november 1865